# Nanocorístids
Els nanocorístids (Nannochoristidae) són una primitiva família de mecòpters que té moltes característiques inusuals. És una família molt petita i relicta de prop de vuit espècies, amb membres del gènere Nannochorista que viuen a Nova Zelanda, el sud-est d'Austràlia, Tasmània, i Xile, i, per tant, amb un probable origen en Gondwana. Els adults semblen mosques escorpí amb ales llargues i punxegudes. La majoria de les larves de mecòpters són eruciformes (amb forma d'eruga). Les larves de Nannochoristidae, no obstant això, són elateriformes, o amb forma de cuc filferro (larva d'elatèrid). També són els únics mecòpters totalment aquàtics. La presència de venes en les ales suggereix una estreta relació amb els dípters.
Són depredadors, primordialment de les larves dels dípters aquàtics. Són localment comuns; s'explica la història d'un investigador a Nova Zelanda que va obtenir les seves mostres de Nannochoristidae del seu pati posterior.